# Jan Ostrowski (1585–1644)
Jan Ostrowski herbu Korczak (ur. w 1585 roku – zm. w 1644) – dworzanin królewski w 1628 roku, starosta kapinowski w latach 1616-1644.
Poseł na sejm 1625 roku, sejm zwyczajny 1626 roku, sejm 1628 roku z ziemi przemyskiej. Marszałek sejmikowy w 1627 i 1634 roku.